# Forteresse d'Oujhorod
Le château d'Oujhorod (Ужгородський замок, hongrois : Ungvári vár) est un édifice défensif ukrainien.

## Historique
Le château est connu dès le VIIIe siècle, il a été construit du XIIIe siècle au XVIIIe siècle. Il est actuellement utilisé comme musée et est classé au registre patrimonial de l'Ukraine.

### En images

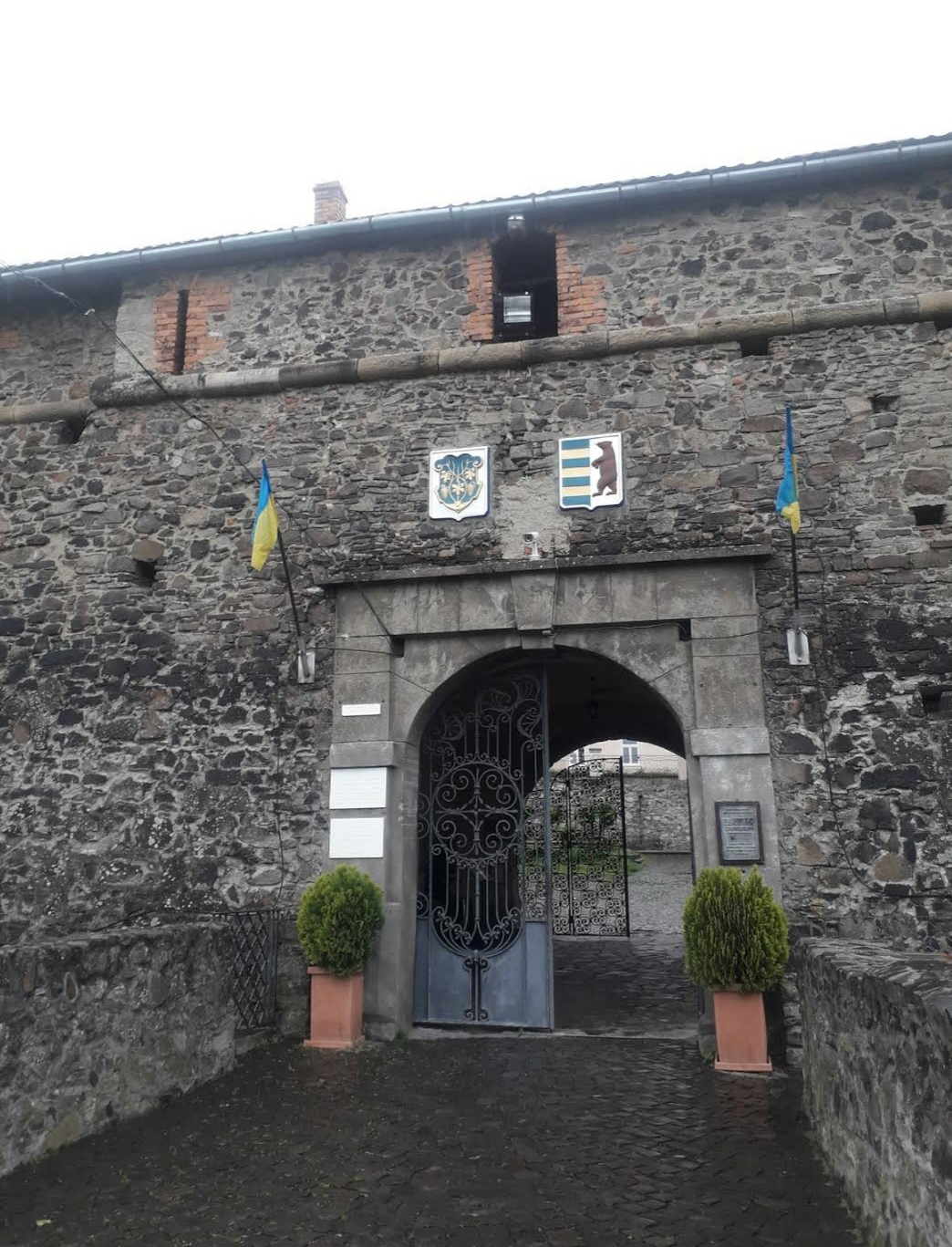
Entrée du pont-levis,
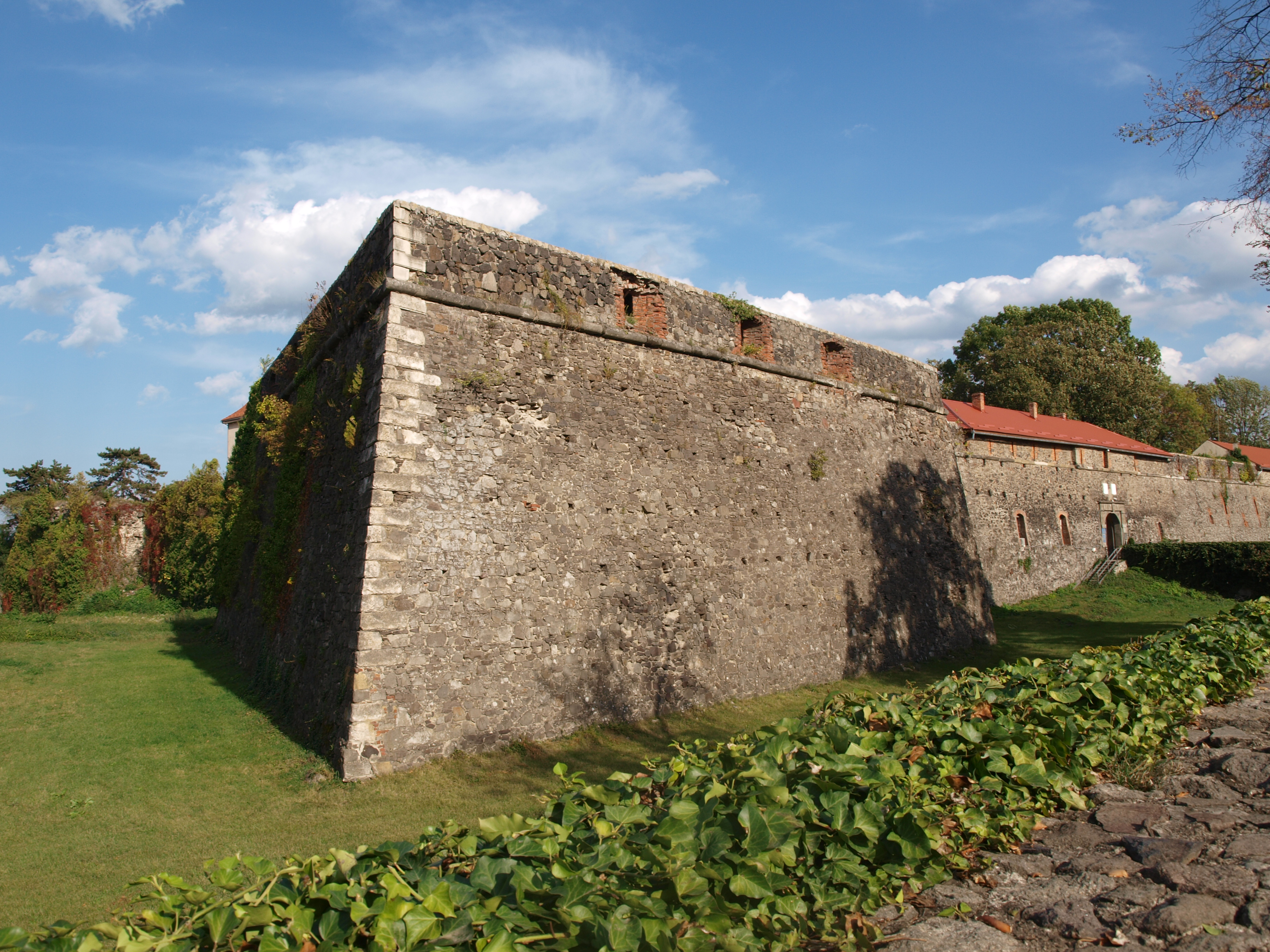
bastion,
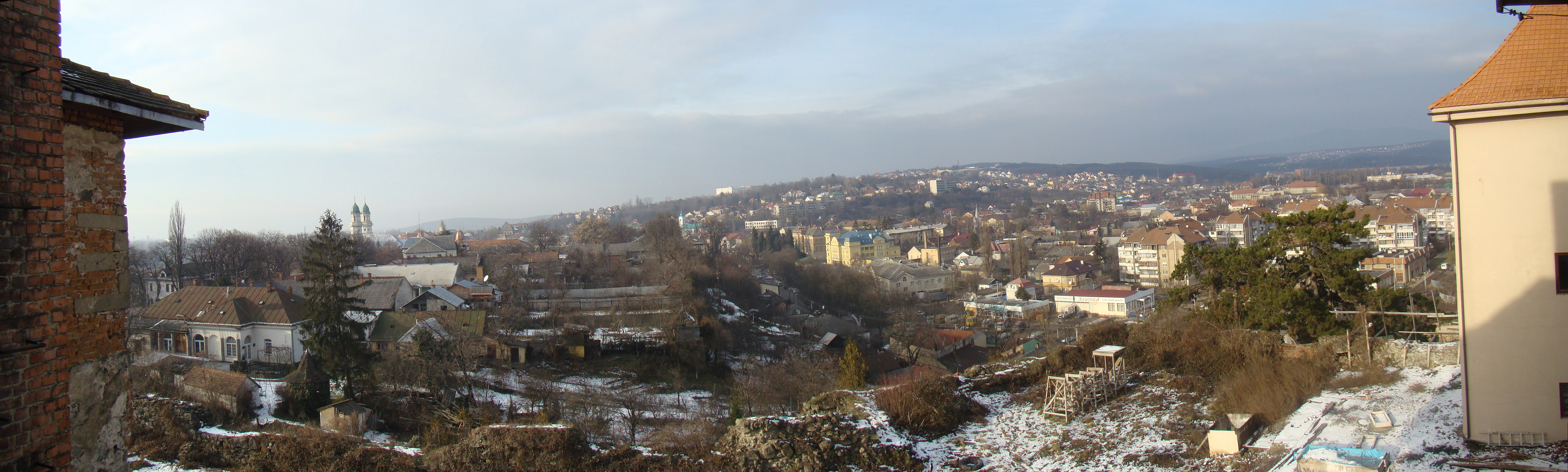
point de vue.
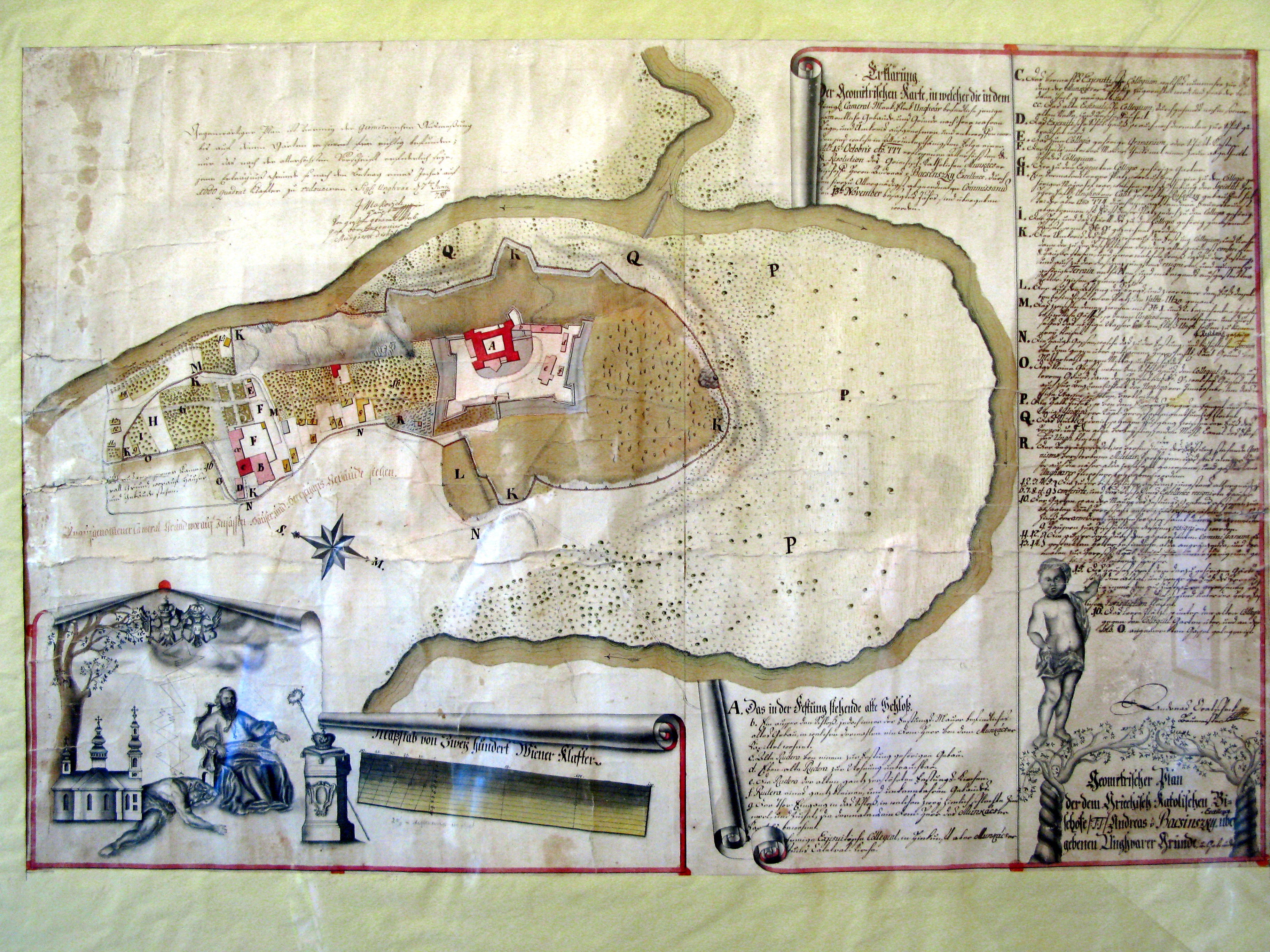
sur un plan de 1780,
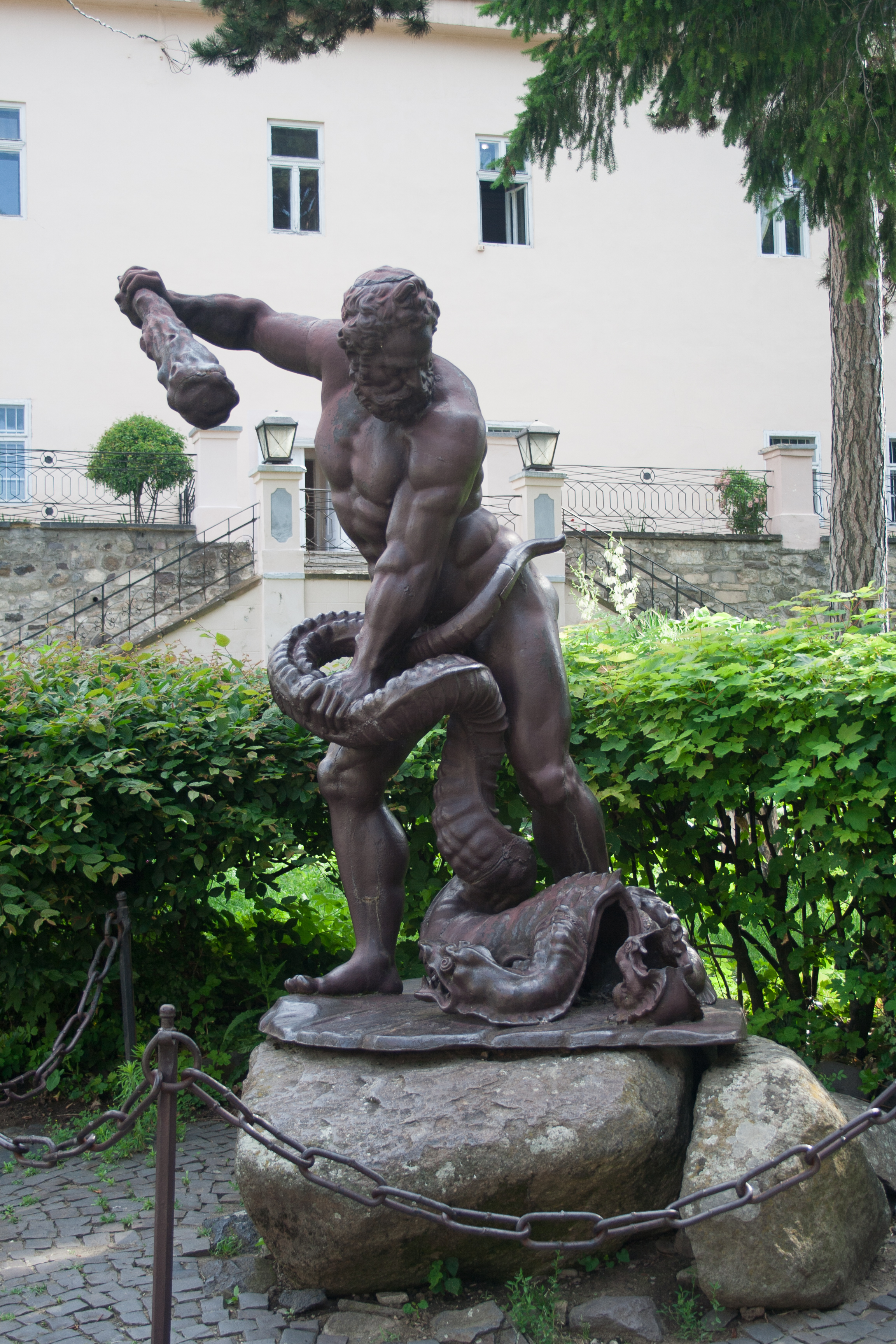
et sa statue d'Hercule.

### Muséeum

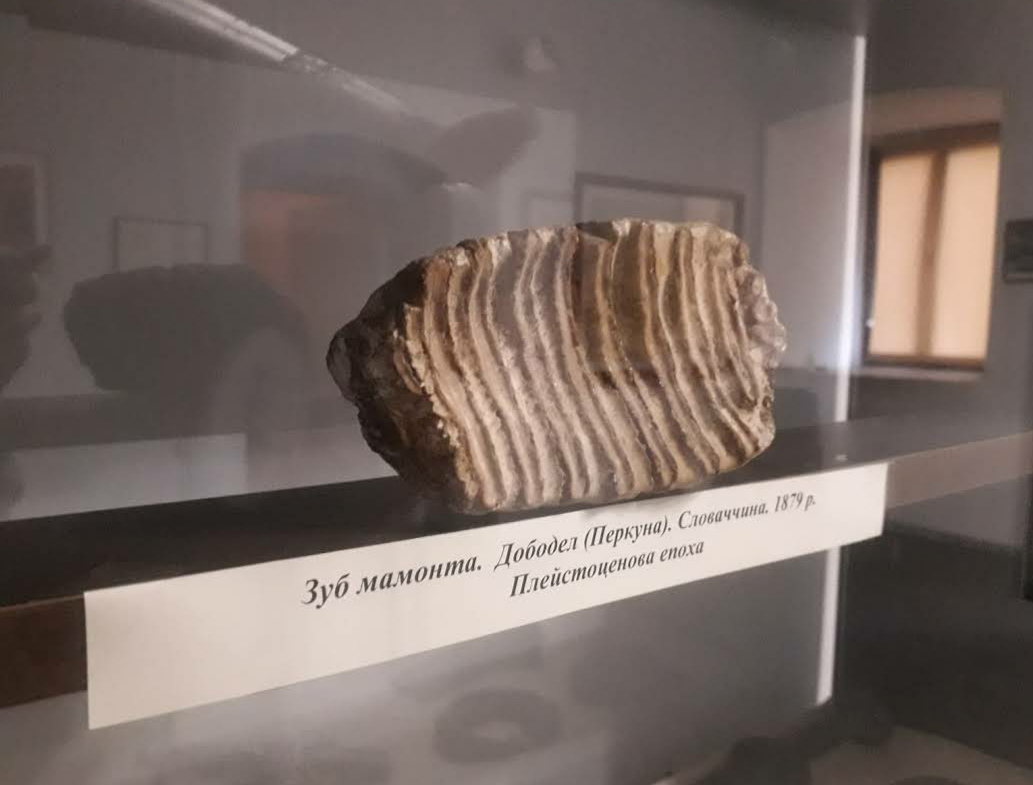
Dent de mammouth,
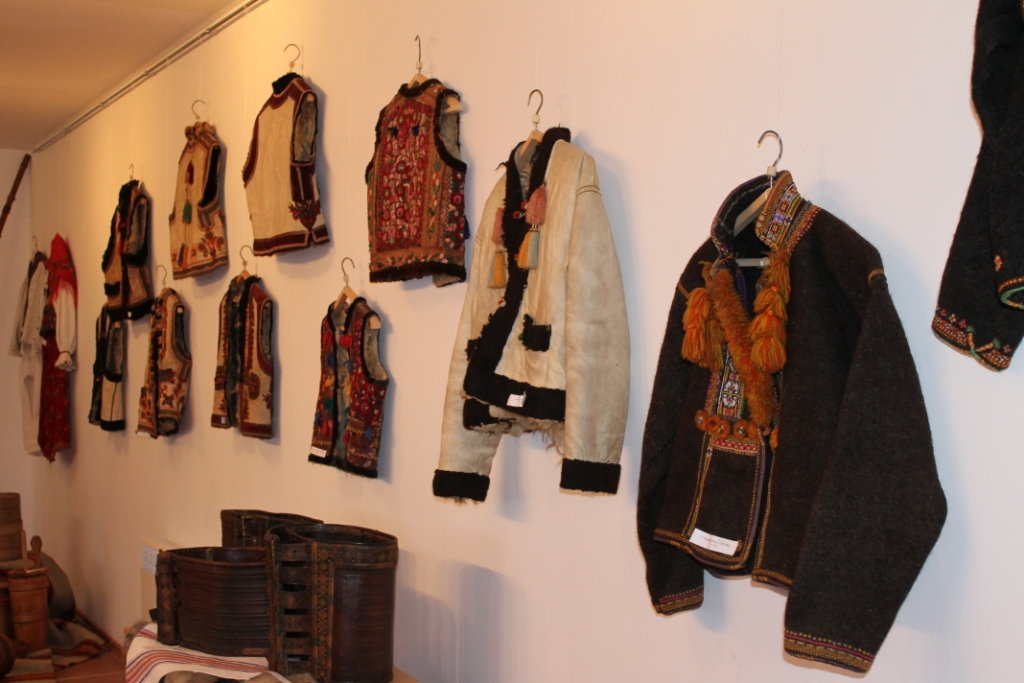
collection ethnographique,
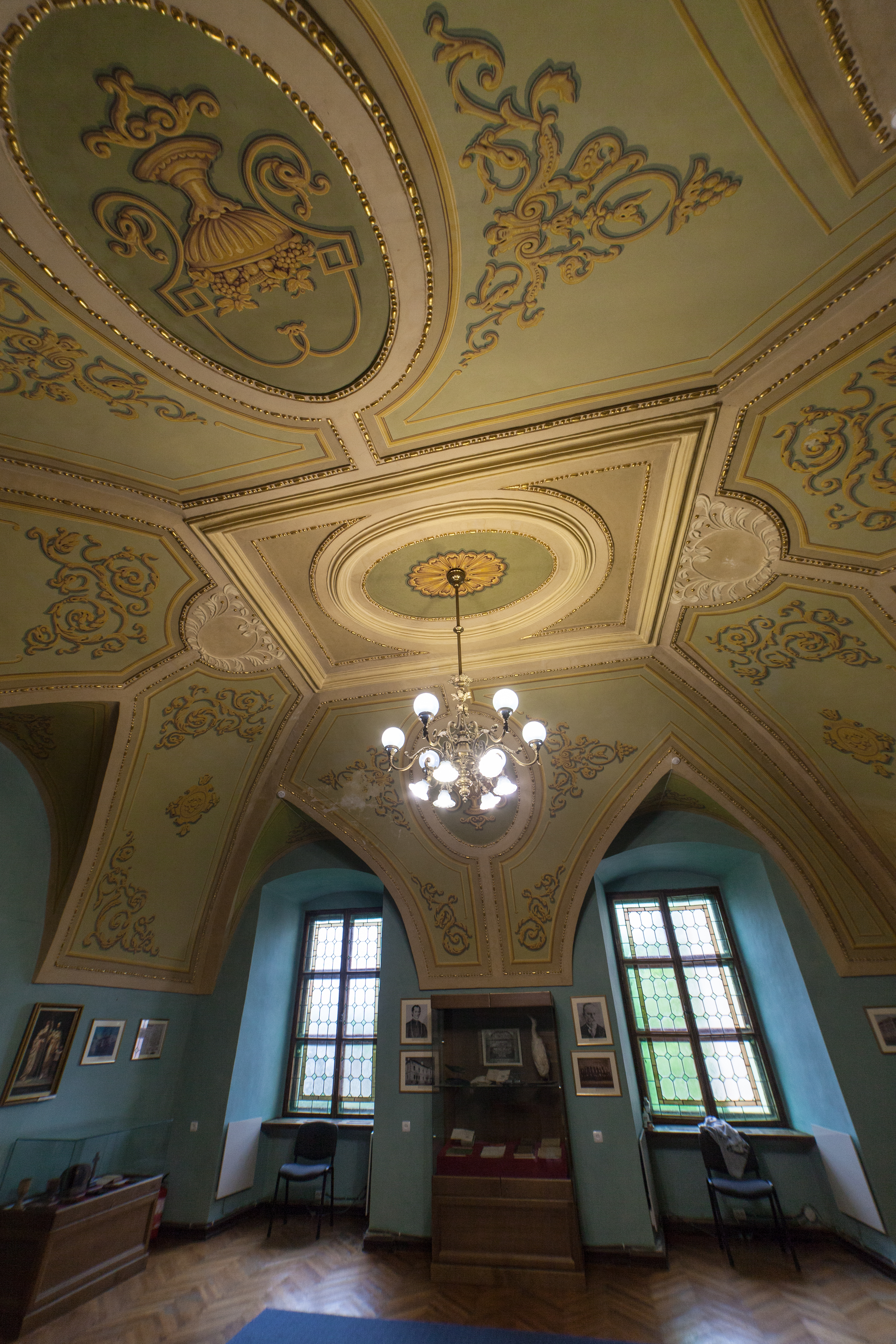
décor d'une salle,
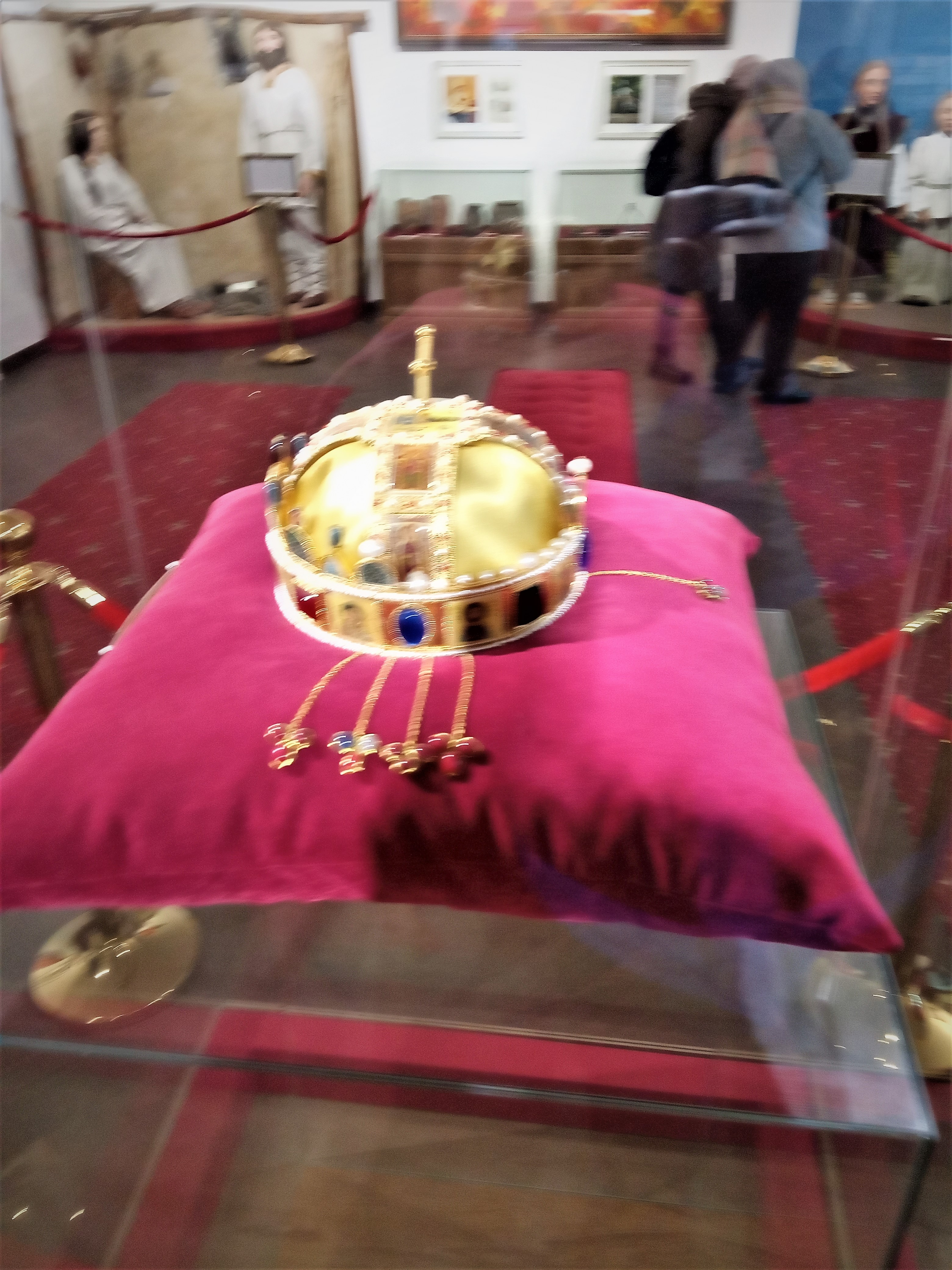
couronne,
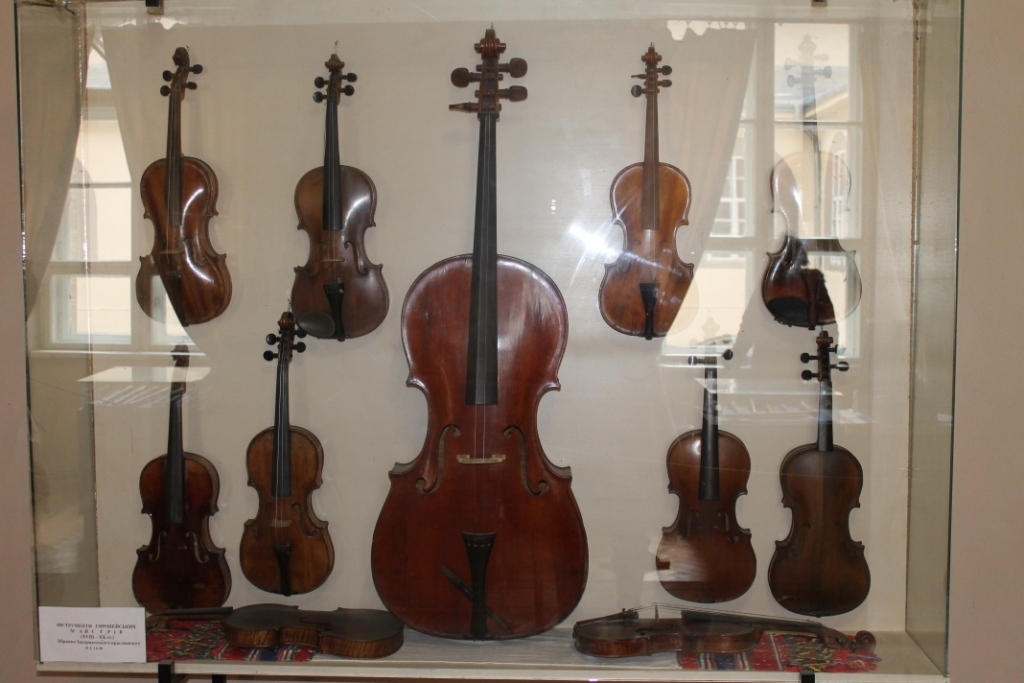
instruments de musique à cordes.

## Châteaux proches
Le château de Nevitsky à 12km au nord, liste de châteaux ukrainiens.